# Matt Fallon
Pour les articles homonymes, voir Fallon.
Matthew Fallon est un nageur américain né le 3 octobre 2002 à Warren (New Jersey).

## Biographie
Né à Warren au New Jersey, il détient le record national YMCA chez les jeunes au 400 m quatre nages. En 2021, pour sa première année en équipe nationale, il est finaliste des sélections olympiques américaines en 200 m brasse.
Le nageur gagne le titre national du 200 m brasse en 2022, qu'il conserve en 2023, avec le sixième temps américain de l'histoire, qui le qualifie pour les Championnats du monde. Il aurait pu participer aux Championnats du monde 2022 (troisième temps mondial), mais privilégiant ses examens à l'Université de Pennsylvanie, il a renoncé à y participer.
Fallon remporte la médaille de bronze du 200 m brasse aux Championnats du monde de natation 2023 à Fukuoka.

## Palmarès

### Championnats du monde en grand bassin
- Championnats du monde de natation 2023 à Fukuoka
  -  Médaille de bronze du 200 m brasse.